# Телекешть
Телекешть, Телекешті (рум. Telechești) — село у повіті Вилча в Румунії. Входить до складу комуни Мелдерешть.
Село розташоване на відстані 179 км на північний захід від Бухареста, 28 км на захід від Римніку-Вилчі, 86 км на північ від Крайови, 139 км на південний захід від Брашова.

## Населення
За даними перепису населення 2002 року у селі проживала 201 особа, усі — румуни. Усі жителі села рідною мовою назвали румунську.